# Bartłomiej Scultetus

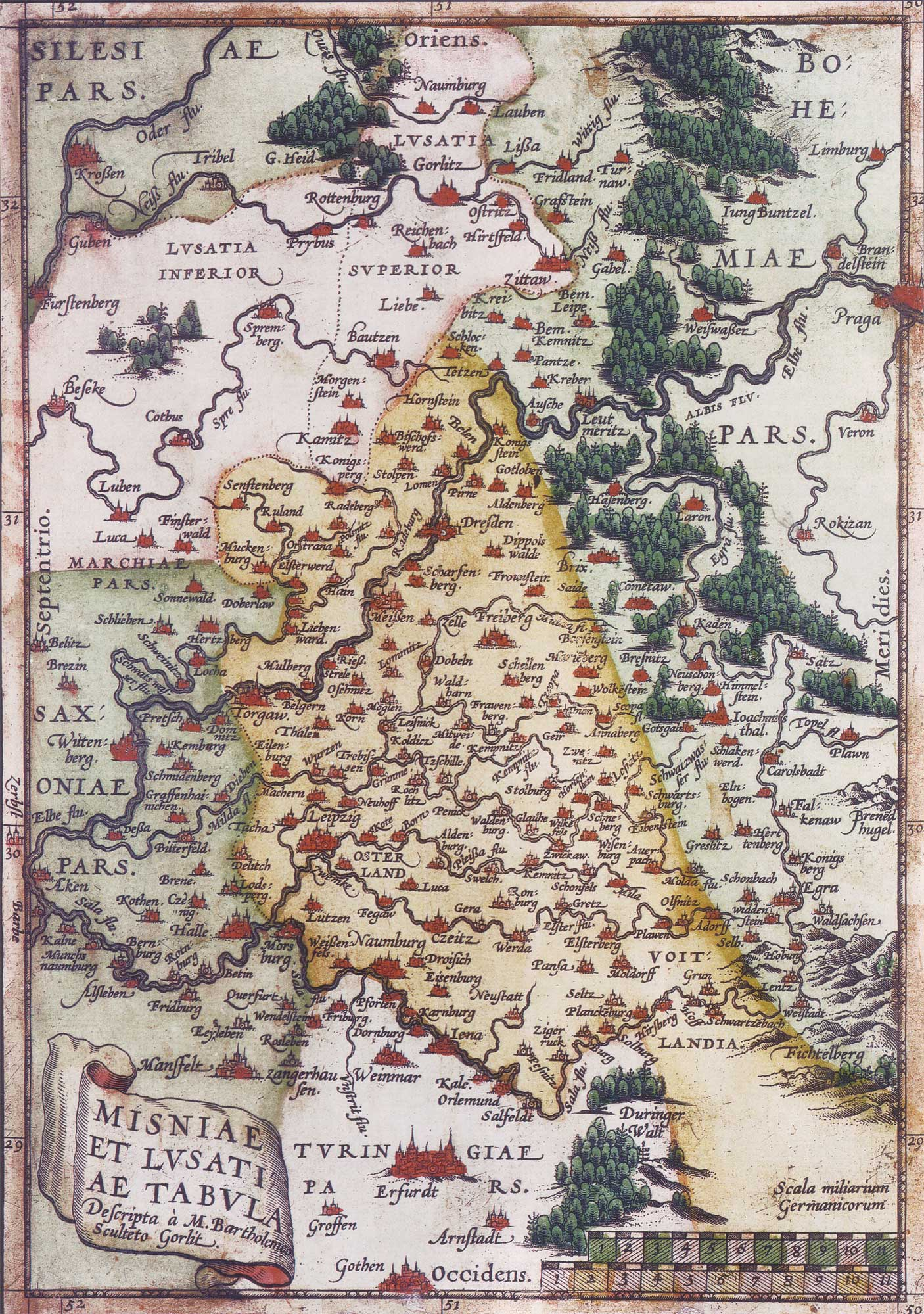
Mapa Łużyc i Marchii Miśnieńskiej wykonanej przez Bartłomieja Scultetusa

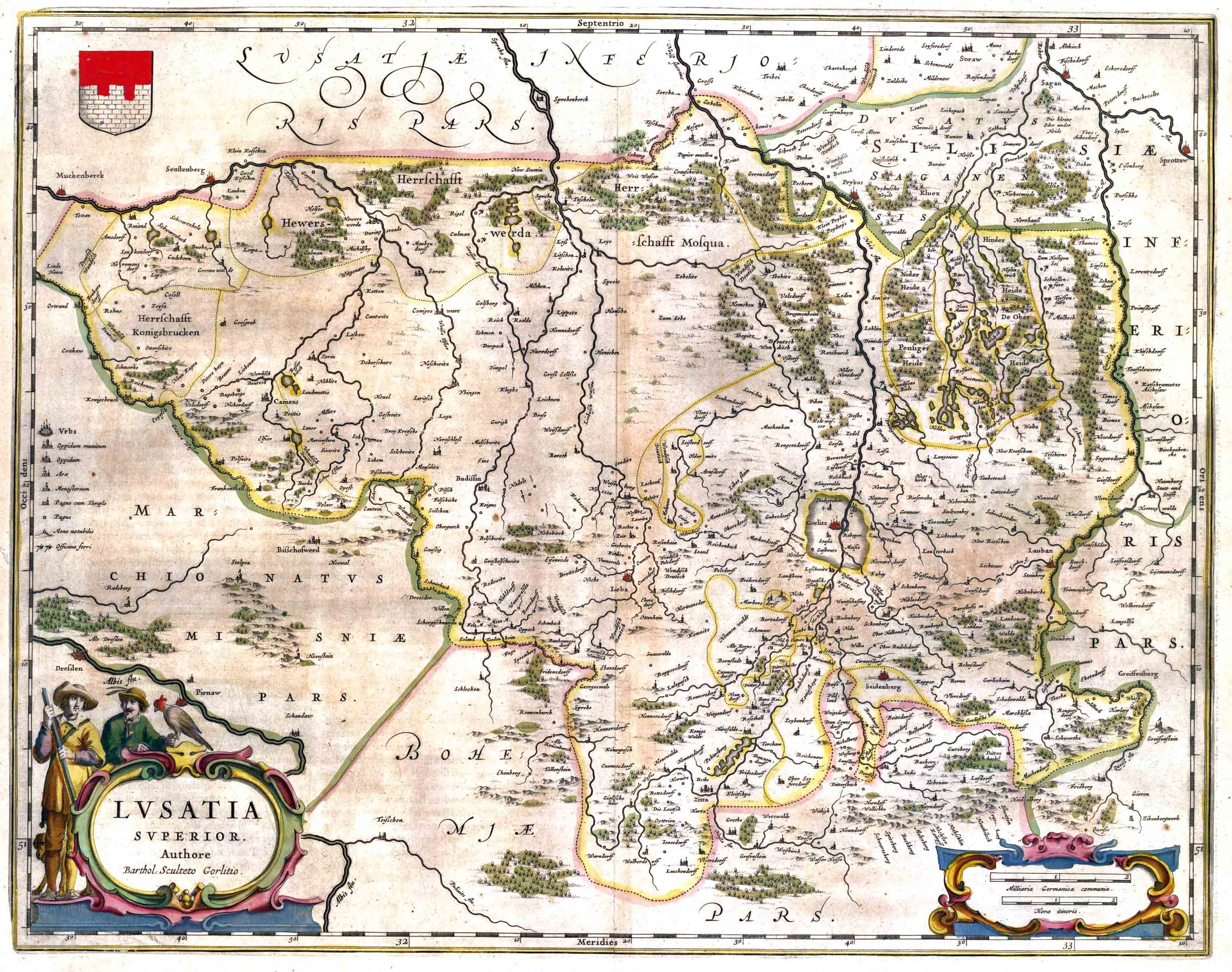
Mapa Górnych Łużyc wykonana przez Bartłomieja Scultetusa

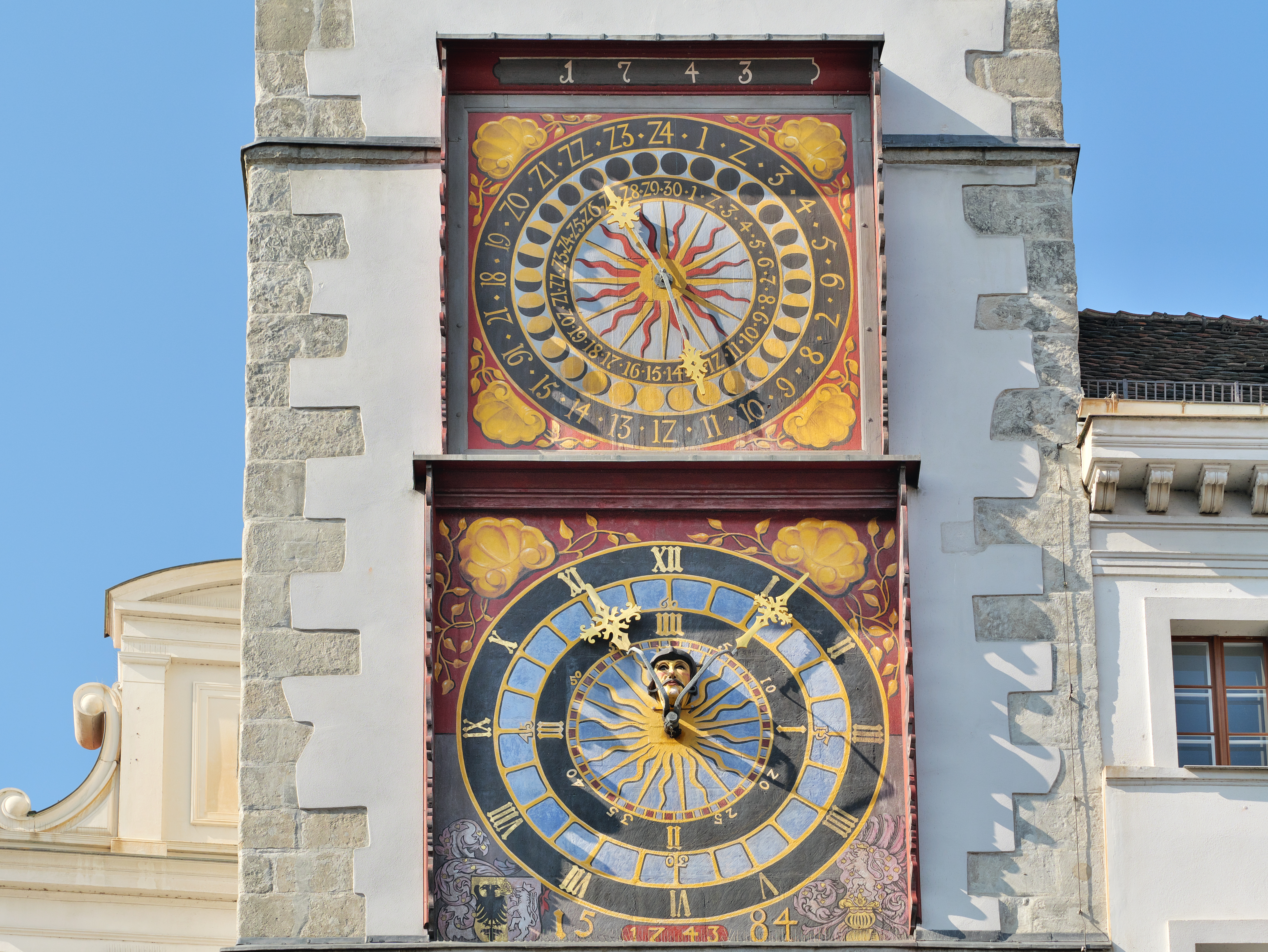
Zegar na starym ratuszu w Görlitz

Bartłomiej Scultetus (inne formy nazwiska: Barthel Schulz wzgl. Scholzur, Bartholomäus Scultetus, Bartholomeo Sculteto), (ur. 14 maja 1540, zm. 21 czerwca 1614) – kartograf, matematyk, astronom, burmistrz Zgorzelca.
Był synem Marcina Schulza i Urszuli z domu Eichler. Wychował się w Zgorzelcu, w Kruczym Folwarku (dzisiejszy dom pomocy społecznej).

## Życiorys

### Nauka
Ukończył szkołę miejską i w 1557 roku przeniósł się na uniwersytet w Wittenberdze, aby po dwóch latach udać się do Lipska. W czasie studiów poznał takie osobistości, jak Filip Melanchton, Kacper Peucerus, czy Jan Hommilius. Po śmierci ostatniego Bartłomiej powrócił do Wittenbergi, gdzie zdobył tytuł magistra, co pozwoliło mu podjąć pracę na uniwersytecie w Lipsku. Jednym z jego uczniów był duński astronom Tycho Brahe.

### Powrót do Zgorzelca
W 1567 roku Sculcetus przybył do Zgorzelca i został nauczycielem arytmetyki w Gymnasium Augustum. Niestety liczba obowiązków zmusiła uczonego do porzucenia zawodu, a on zdecydował się na pełnienie funkcji: radnego (1576), sędziego miejskiego (1589) i burmistrza (1592). Rzetelność i solidność pracy w służbie miastu sprawiła, że Bartłomiej cieszył się uznaniem wśród społeczności Zgorzelca, ale prawdziwą sławę przyniosły mu dokonania w dziedzinie kartografii. W 1593 roku została opublikowana mapa Górnych Łużyc, którą Scultetus wykonał na zlecenie stanów górnołużyckich. Warto zaznaczyć, że kolejna, obejmująca wymienione tereny ukazała się dopiero w 1732 roku. Natomiast pierwszą w dorobku zgorzelczanina była mapa drzeworytowa, która została wykonana na zlecenie elektora saskiego Augusta Wettyna i obejmowała tereny Miśni i Łużyc.
Burmistrz Zgorzelca wiele cennego czasu poświęcał astronomii, a uwagi dotyczące tej dziedziny wymieniał z samym Janem Keplerem i swoim uczniem Tycho Brahe. Z okazji zamiłowania do tej dziedziny nauki, zamontował w jednej z baszt zgorzeleckich lunetę, dzięki której mógł badać gwiazdy. Scultetus znany jest również z wprowadzenia na tereny margrabstwa górnołużyckiego kalendarza gregoriańskiego,  układania horoskopów dla dzieci pochodzących z zamożnych rodzin; działalności dziejopisarskiej, konstruowania zegarów słonecznych. W 1584 przebudował zegar na starym ratuszu w Görlitz na czasomierz wskazujący 12 godzin, który połączył z zegarem pokazującym fazy księżyca. Bartłomiej był powszechnie ceniony, o czym świadczą wizyty różnych osobistości w domu uczonego – 16 maja 1557 roku odwiedził go cesarz Rudolf II, w lipcu 1583 roku jezuita Antonio Possevino, a na przełomie kwietnia i maja 1607 roku Jan Kepler.
Bartłomiej Scultetus zmarł 21 czerwca 1614 roku. W pogrzebie uczestniczyło 900 zgorzeleckich mieszczan, którzy przyszli, aby pożegnać uczonego i burmistrza.